# André Franquin
André Franquin, kendt som Franquin (født 3. januar 1924, død 5. januar 1997), var en belgisk tegneserieforfatter og -tegner. Franquin var, ligesom Hergé, en af de mest betydningsfulde aktører i den belgiske tegneseriekultur. Han arbejdede i mange år sammen med bl.a. Peyo, Morris og Willy Maltaite i Le Journal de Spirou. Han skabte Vakse Viggo og Spirillen og arbejdede fra 1947 til 1969 med tegneserien Splint & Co.

## Tidligt liv
Franquin blev født i 1924 i Etterbeek (hvor Hergé også blev født), en kommune i Bruxelles i Belgien. Han begyndte at tegne i en tidlig alder, men begyndte først at studere tegning i École Saint-Luc i 1943. Skolen blev dog lukket i 1944 på grund af krigen. Han blev ansat som animator i et lille animationsstudie i Bruxelles. Studiet gik dog konkurs ved krigens afslutning på grund af konkurrencen med de amerikanske tegnefilm. I sin korte arbejdsperiode på studiet havde Franquin dog mødt flere af sine fremtidige kolleger, bl.a. Morris og Peyo.

## Første skridt i tegneseriens verden
Franquin begyndte så at tegne forsider og korte historier for ugebladet om radio og kultur Le Moustique fra forlaget Dupuis.
I 1946 blev han en del af holdet bag Le Journal de Spirou. Jijé, der på dette tidspunkt selv tegnede de fleste serier i bladet, tilbyder Franquin at overtage serien Splint & Co. fra Rob-Vel, som oprindeligt skabte Splint.

## En mesters tilblivelse
Franquins arbejde med serien gør Splint & Co. til den vigtigste serie hos forlaget Dupuis. I begyndelsen bestod serien af korte, humoristiske en-sides historier, men Franquin udarbejdede efterhånden længere og længere historier, hvor humoren dog stadig havde den første plads.
Albummet Trolddom og champignoner er den første længere Splint & Co.-historie (den er på 57 sider). Indtil da havde Splint, Kvik og egernet Spip været de eneste gennemgående figurer i serien. Nogle af de mest markante figurer, der spiller afgørende roller i flere album, er greven af Champignac, som første gang dukker op i Trolddom og champignoner fra 1950, Spirillen og Kviks onde fætter Sante, som man begge møder for første gang i Arvestriden fra 1951, og Zorglub, der optræder første gang i 1959 i Z som Zorglub.
Franquin arbejdede som regel alene indtil 1958. Da indledte han et samarbejde med Greg og Jidéhem i forbindelse med historien Buddhas fange. Franquin tegnede figurerne, mens Greg skrev manuskriptet og Jidéhem tegnede baggrundene. Samarbejdet fortsatte i flere album.
I løbet af 1960'erne bliver Franquin mere og mere optaget af en anden figur, som han selv skabte i 1957, Vakse Viggo. Albummet Ballade i Champignac er Franquins sidste bidrag til serien Splint & Co., og Franquin bruger derefter hele sin tid på Vakse Viggo, der udkommer i humoristiske en-sides historier.

### Serier
| Serie         | År         | Albums | Redaktør                     | Kommentarer                                                            |
| ------------- | ---------- | ------ | ---------------------------- | ---------------------------------------------------------------------- |
| Splint & Co.  | 1946–19680 | 20     | Dupuis0                      | Med Jijé, Henri Gillain, Maurice Rosy, Will, Greg, Jidéhem, Jean Roba0 |
| Sjarly0       | 1955–1959  | 3[a]   | Lombard                      | Med René Goscinny og Greg                                              |
| Vakse Viggo   | 1957–1996  | 19[b]  | Dupuis and Marsu Productions | Med Yvan Delporte og Jidéhem                                           |
| Le Petit Noël | 1957–1959  | 1      | Dupuis                       | 4 volumes half-format editions                                         |
| Idées noires  | 1977–1983  | 2      | Fluide Glacial0              | med Yvan Delporte og Jean Roba                                         |
| Isabelle      | 1978–1986  | 5      | Dupuis                       | scenarier med Delporte og Macherot, tegninger af Will                  |
| Spirillen     | 1987–1989  | 3[c]   | Marsu Productions0           | with Batem, Greg og Yann                                               |

- a.   ^ Den originale serie. Nogle samlinger består af fire albums. Indholdet er stort set det samme, men nogle dele er spredt ud til flere tyndere albums.
- b.   ^ Specialudgave-serie, udgivet i kronologisk rækkefølge af Dupuis og Marsu Productions i forbindelse med seriens 40-års jubilæum.
- c.   ^ Bortset fra de førstste tre primære albums i serien, så skabte Franquin også No. 0 Capturez un Marsupilami, en samling af tidligere korthistorier med karakteren.
- For Splint & Co., Sjarly, Isabelle og Spirillen, er adskillige albums blev udgivet med andre kunstnere efter Franquin forlod serien.

### Enkelthæfter
- Cauchemarrant (1979, udgiveet af Bédérama)
- Les robinsons du rail (1981, tegninger af Franquin, text by Yvan Delporte; udgivet af L'Atelier)
- Les démêlés d'Arnest Ringard et d'Augraphie (1981, tegninger af Frédéric Jannin, tekst af Franquin og Yvan Delporte)
- L'Encyclopédie du Marsupilami (1991, illustreret fiktiv encyclopædi om Spirillen (Marsupilami))
- Arnest Ringard et Augraphie (2006, tegninger af Frédéric Jannin, tekst af Franquin og Yvan Delporte; gentegnet og udvidet version af ovenstående)
- Slowburn (1982, tegninger af Franquin, text by Gotlib; udgiveet af Collectoropolis)
- Les Tifous (1990, udgivet af Dessis)
- Le trombone illustré (2005, udgivet af Marsu Productions)
- Un monstre par semaine (2005, udgivet af Marsu Productions)
- Les noëls de Franquin (2006, art by Franquin, text by Yvan Delporte; udgivet af Marsu Productions)

### Skitsebøger
(udgivet af Marsu Productions)
- Les doodles de Franquin
- Le bestiaire de Franquin
- Le bestiaire de Franquin tome 2
- Les monstres de Franquin
- Les monstres de Franquin tome 2
- Tronches à gogo
- Les signatures de Franquin